# The Boulet Brothers' Dragula (1.ª temporada)
A primeira temporada de The Boulet Brothers' Dragula foi uma competição apresentada pelas drag queens americanas The Boulet Brothers. A primeira temporada inicialmente foi ao ar no canal de YouTube Hey Qween!; A segunda temporada foi distribuída pelo canal canadense OutTV e pela WOW Presents.
A vencedora da primeira temporada foi Vander Von Odd, garantindo um prêmio de 10 mil dólares americanos.

## Antecedentes
The Boulet Brothers, conhecidos individualmente como Dracmorda e Swanthula Boulet, estavam dirigindo um clube mensal em Los Angeles, conhecido como Dragula.

## Participantes
As drag monsters que competiram para ser a World's First Drag Supermonster da primeira temporada de The Boulet Brothers' Dragula foram (Idades na época de exibição):
| Participante     | Idade | Origem              | Colocação                                            |
| ---------------- | ----- | ------------------- | ---------------------------------------------------- |
| Vander Von Odd   | 22    | Los Angeles, CA     | Vencedora (em 16 de Janeiro de 2017)                 |
| Frankie Doom     | 31    | Los Angeles, CA     | Finalistas (em 16 de Janeiro de 2017)                |
| Melissa Befierce | 31    | Los Angeles, CA     | Finalistas (em 16 de Janeiro de 2017)                |
| Meatball         | NA    | Los Angeles, CA     | 4º Lugar (Exterminada em 2 de Janeiro de 2017)       |
| Loris            | 21    | North Hollywood, CA | 5º/6º Lugar (Exterminadas em 12 de Dezembro de 2016) |
| Xochi Mochi      | 29    | Los Angeles, CA     | 5º/6º Lugar (Exterminadas em 12 de Dezembro de 2016) |
| Foxie Adjuia     | 23    | Los Angeles, CA     | 7º Lugar (Exterminada em 28 de Novembro de 2016)     |
| Ursula Major     | NA    | Los Angeles, CA     | 8º Lugar (Exterminada em 14 de Novembro de 2016)     |
| Pinche Queen     | NA    | Los Angeles, CA     | 9º Lugar (Exterminada em 31 de Outubro de 2016)      |

## Progresso das Participantes
| Participantes    | 1      | 2      | 3      | 4      | 5     | 6         |
| ---------------- | ------ | ------ | ------ | ------ | ----- | --------- |
| Vander Von Odd   | VENCEU | BOM    | VENCEU | BTM4   | SALVA | Vencedora |
| Frankie Doom     | BOM    | BTM4   | BOM    | BTM4   | SALVA | Finalista |
| Melissa Befierce | SALVA  | BTM4   | VENCEU | BOM    | SALVA | Finalista |
| Meatball         | BTM3   | BOM    | SALVA  | VENCEU | ELIM  | Convidada |
| Loris            | BTM3   | VENCEU | BTM3   | ELIM   |       | Convidada |
| Xochi Mochi      | BOM    | BTM4   | BOM    | ELIM   |       | Convidada |
| Foxie Adjuia     | BOM    | BOM    | ELIM   |        |       | Convidada |
| Ursula Major     | RUIM   | ELIM   |        |        |       | Convidada |
| Pinche Queen     | ELIM   |        |        |        |       |           |

     A participante venceu The Boulet Brothers' Dragula Season 1.
     As participantes foram as finalistas.
     A participante venceu o desafio.
     A participante recebeu críticas positivas, mas foi declarada "salva" no último instante.
     A participante recebeu críticas negativas, mas foi declarada "salva" no último instante.
     A participante esteve apta à exterminação.
     A participante ganhou o desafio, mas foi voluntariamente para a exterminação.
     A participante foi exterminada.